# Bi Kun
Bi Kun (chinesisch 毕焜; * 12. November 1995 in Jinzhou) ist ein chinesischer Windsurfer.

## Erfolge
Bi Kun sicherte sich seine erste internationale Medaille bei den Asienspielen 2018 in Jakarta, bei denen er die Goldmedaille gewann.
Bei den 2021 ausgetragenen Olympischen Spielen 2020 in Tokio ging Bi ebenfalls in der Windsurfkonkurrenz an den Start. Er gewann eine der ersten zwölf Wettfahrten und gehörte vor dem abschließenden Medal Race zu den fünf Teilnehmern, die noch die Plätze zwei bis sechs belegen konnten. Kiran Badloe aus den Niederlanden stand bereits vor der letzten Wettfahrt uneinholbar als Gesamtsieger fest. Bi beendete das Medal Race auf dem vierten Platz, womit er auf 75 Gesamtpunkte kam. Damit gewann er hinter Badloe mit 37 Punkten sowie Thomas Goyard aus Frankreich mit 74 Punkten die Bronzemedaille. Zwei weitere Konkurrenten folgten mit 76 Punkten sowie ein weiterer mit 79 Punkten. Bei den Asienspielen 2022 in Hangzhou wiederholte Bi seinen Erfolg von 2018.